# Jean Rivaud
Pour les articles homonymes, voir Rivaud.
Jean Rivaud, né le 24 décembre 1755 à Angoulême (Charente), mort le 26 septembre 1803 à Angoulême (Charente), est un général de division de la Révolution française. Il s'est notamment illustré à la Bataille de Marengo.

## États de service
Il entre en service le 1er janvier 1773 comme soldat dans le régiment de La Rochefoucauld dragons, et il passe maréchal des logis en 1775, adjoint sous-officier en 1782, et porte-guidon le 28 août 1784. 
Le 12 mars 1785 il devient lieutenant, puis surnuméraire à la formation le 1er mai 1788, et en février 1791 il redevient sous-lieutenant. Il est nommé lieutenant le 18 septembre 1791, et le 28 avril 1792 il participe à la prise de Porrentruy. Il est nommé capitaine le 3 juin 1792, au 11e régiment de dragons.
Il est promu général de brigade provisoire le 8 octobre 1793 à l’armée du Rhin, et il commande une brigade de la 1re division d’infanterie le 1er décembre 1793. Il est présent à la bataille de Wissembourg du 26 au 29 décembre 1793. 
Le 4 janvier 1795 il commande la 4e brigade de la division Desaix, puis il passe le 23 octobre suivant dans l’armée de réserve de cavalerie de l’armée de Rhin-et-Moselle. Le 14 janvier 1797 il prend le commandement de la 1re brigade de la division du général Sainte-Suzane, et le 13 février il rejoint l’armée du Nord.
Passé à l’armée de Hollande le 25 octobre 1799, il est affecté le 16 février 1800 à l’armée d’Italie. Le 10 mai 1800 il prend la tête de la brigade de cavalerie de l’armée de réserve, et il est blessé à la bataille de Marengo le 14 juin 1800. Il est nommé général de division le 21 septembre 1802, et le 31 octobre suivant, il prend le commandement de la 27e division militaire à Turin.
Le 30 août 1803, il commande la cavalerie du camp de Saint-Omer, et il meurt le 26 septembre 1803 à Angoulême.

## Sources
- (en) « Generals Who Served in the French Army during the Period 1789 - 1814: Eberle to Exelmans »
- Thierry Pouliquen, « Les généraux français et étrangers ayant servis [sic] dans la Grande Armée » (consulté le 26 novembre 2014)
- Arthur Chuquet, Ordres et apostilles de Napoléon (1799-1815), paris, librairie ancienne Honoré Champion, 1911, p. 64
- (pl) « Napoléon.org.pl »
- Charles Théodore Beauvais et Vincent Parisot, Victoires, conquêtes, revers et guerres civiles des Français, depuis les Gaulois jusqu’en 1792, tome 26, C.L.F Panckoucke, janvier 1822, 414 p. (lire en ligne), p. 163.